# Ixodiphagus brunneus
Ixodiphagus brunneus ist eine in Australien vorkommende Erzwespe der Gattung Ixodiphagus in der Familie Encyrtidae. Der Hyperparasit legt seine Eier in die Larven und Nymphen von Zecken. Welche Arten von Zecken befallen werden, ist noch nicht genau untersucht. Die schlüpfenden Larven ernähren sich als Parasitoide von diesen Wirten.

## Beschreibung
Ixodiphagus brunneus ist eine Wespe mit einer Körperlänge von etwa einem Millimeter, deren äußere Erscheinung der anderer Erzwespen entspricht. Seitlich am Kopf befinden sich große Komplexaugen und auf dem Kopf drei Ocellen. Ixodiphagus brunneus hat eine kräftig braune Farbe, die Oberseiten von Kopf und Körper und die hinteren Flügel sind behaart. Die Enden der Tibiae, die Tarsen und die Antennen sind gelb bis gelbbraun.

## Lebensweise
Alle Arten der Gattung Ixodiphagus sind obligatorische Parasitoide verschiedener Arten von Zecken. Die adulten Weibchen legen ihre Eier mit einem Legestachel in die Larven oder Nymphen der Wirte ab. Der Wirt von Ixodiphagus brunneus ist unbekannt.

## Verbreitung
Girault gab als Fundort in der Erstbeschreibung Nelson an. Dabei handelt es sich um eine historische Bezeichnung von Gordonvale im nördlichen Queensland (17° 5′ S, 145° 47′ O), die genaue Lage des Typenfundorts lässt sich nicht mehr feststellen. Neben Ixodiphagus brunneus kommt auch die ursprünglich aus Indien beschriebene Art Ixodiphagus mysorensis in Australien vor.

## Systematik und Taxonomie
Ixodiphagus brunneus wurde im Jahr 1925 von dem US-amerikanischen Entomologen Alexandre A. Girault beschrieben. Die Bedeutung des Artepithetons brunneus wurde nicht erläutert, bezieht sich aber wohl auf die braune Farbe der Erzwespe. Der Holotyp befindet sich wahrscheinlich mit dem überwiegenden Teil von Giraults Nachlass in der Sammlung des Queensland Museum in Brisbane.
1975 veröffentlichten die Entomologen B. M. Doube und Allen C. G. Heath von der University of Queensland umfangreiche Angaben zur Ökologie einer nicht identifizierten Art der Gattung Ixodiphagus. Die von ihnen gesammelten Exemplare wurden später falsch als Australzaomma brunneus identifiziert, obwohl die bekannt gewordenen Arten von Wirten mit dem Wirtsspektrum von Ixodiphagus mysorensis übereinstimmten.
1984 synonymisierten John S. Noyes und Mohammad Hayat die monotypische Gattung Australzaomma mit Hunterellus, wodurch Australzaomma brunnea zu Hunterellus brunneus wurde. Im folgenden Jahr wurde Hunterellus durch Wladimir A. Trjapitzin zum Synonym von Ixodiphagus erklärt.

### Synonyme
- Australzaomma brunnea Girault, 1925[6]
- Hunterellus brunneus (Girault, 1925)[7]